# رالف تايلر سميث
رالف تايلر سميث (بالإنجليزية: Ralph Tyler Smith)‏ هو ضابط ومحامي وسياسي أمريكي، ولد في 6 أكتوبر 1915 في غرانيت سيتي في الولايات المتحدة، وتوفي في 13 أغسطس 1972 في ألتون في الولايات المتحدة. حزبياً، نشط في الحزب الجمهوري. وقد انتخب عضو مجلس الشيوخ الأمريكي.